# Rund um Köln 2013
Il Rund um Köln 2013, novantasettesima edizione della corsa, valido come evento del circuito UCI Europe Tour 2013 categoria 1.1, fu disputato il 12 maggio 2013 su un percorso di 192,6 km. Fu vinto dal belga Sébastien Delfosse, che arrivò in solitaria al traguardo in 4h 41' 17" alla media di 41,08 km/h.
Al traguardo 109 ciclisti portarono a termine la gara.

## Squadre e corridori partecipanti
| N.      | Cod. | Squadra                     |
| ------- | ---- | --------------------------- |
| 11-18   | BLA  | Blanco Pro Cycling Team     |
| 21-28   | ARG  | Team Argos-Shimano          |
| 41-48   | KAT  | Katusha Team                |
| 51-58   | NT1  | Germania                    |
| 61-68   | TNE  | Team NetApp-Endura          |
| 71-78   | CRE  | Crelan-Euphony              |
| 81-88   | CSS  | Champion System             |
| 91-98   | MTN  | MTN-Qhubeka                 |
| 101-108 | TSV  | Topsport Vlaanderen-Baloise |
| 111-118 | TSP  | Nutrixxion-Abus             |
| 121-128 | RNR  | Rad-Net Rose Team           |

| N.      | Cod. | Squadra                       |
| ------- | ---- | ----------------------------- |
| 131-138 | TBJ  | Team Bergstrasse Jenatec      |
| 141-148 | NSP  | NSP-Ghost                     |
| 151-158 | TRS  | Team Quantec-Indeland         |
| 161-168 | STG  | Team Stölting                 |
| 171-178 | THF  | Team Heizomat                 |
| 181-188 | TIR  | Tirol Cycling Team            |
| 191-198 | LET  | Leopard-Trek Continental Team |
| 201-208 | RIJ  | Cyclingteam De Rijke-Shanks   |
| 211-218 | ETI  | Etixx-Ihned                   |
| 221-228 | WBC  | Wallonie-Bruxelles            |
| 231-238 | SKT  | An Post-ChainReaction         |

## Ordine d'arrivo (Top 10)
| Pos. | Corridore           | Squadra       | Tempo    |
| ---- | ------------------- | ------------- | -------- |
| 1    | Sébastien Delfosse  | Crelan        | 4h41'17" |
| 2    | Pieter Jacobs       | Topsport Vl.  | s.t.     |
| 3    | Georg Preidler      | Argos-Shimano | s.t.     |
| 4    | Warren Barguil      | Argos-Shimano | a 11"    |
| 5    | Sep Vanmarcke       | Blanco        | a 13"    |
| 6    | Stijn Steels        | Crelan        | s.t.     |
| 7    | Roger Kluge         | NetApp-Endura | s.t.     |
| 8    | Alfons Vermote      | An Post       | s.t.     |
| 9    | Aljaksandr Kučynski | Katusha Team  | s.t.     |
| 10   | Laurens de Vreese   | Topsport Vl.  | s.t.     |